# Álvaro Magalhães
Álvaro Monteiro de Magalhães (* 3. Januar 1961 in Lamego) ist ein ehemaliger portugiesischer Fußballspieler und -trainer.

## Karriere

### Spieler
Álvaro Magalhães begann seine Karriere 1979 bei Academica Coimbra. 1981 wechselte er zu seinem ersten Großklub Benfica Lissabon. Er gewann in Lissabon viermal den portugiesischen Meistertitel, viermal den portugiesischen Pokal und zweimal den portugiesischen Supercup. Er nahm in seiner Zeit in der Hauptstadt an der Fußball-Europameisterschaft 1984 in Frankreich, (aus im Halbfinale), wo Álvaro Magalhães viermal eingesetzt wurde und eine Gelbe Karte bekam, teil. Weiters nahm er an der Fußball-Weltmeisterschaft 1986 in Mexiko teil. Portugal schied in der Gruppenphase aus, Álvaro Magalhães wurde dreimal eingesetzt.
Von 1990 bis 1993 spielte er noch bei Estrela Amadora, wo er dann auch seine Karriere beendete.

### Trainer
Álvaro Magalhães begann als Trainer 1994 bei Lourousa, einen unterklassigen portugiesischen Klub. Über den CD Santa Clara, die GD Chaves, den Gil Vicente FC kam er 2003 zu Benfica Lissabon, wo er als Co-Trainer von Giovanni Trapattoni 2005 den Meistertitel errang, 2004 war bereits der Pokal eingefahren worden. Danach trainierte er noch Naval 1º de Maio, den SC Olhanense und den CD Feirense. Im August 2008 übernahm Álvaro Magalhães den rumänischen Erstligisten Gloria Buzău nach dem dritten Spieltag der Saison 2007/08, wurde aber nach sechs Niederlagen in sieben sieglosen Meisterschaftsspielen Anfang Oktober entlassen.

## Kurioses
Álvaro Magalhães ist von Polydaktylie betroffen, weshalb er in Portugal den Spitznamen seis dedos (sechs Finger) bekam.

## Erfolge
Spieler
- Portugiesischer Meister: 1982/83, 1983/84, 
1986/87, 1988/89
- Portugiesischer Pokalsieger: 1982/83, 1984/85, 1985/86, 1986/87
- Portugiesischer Supercupsieger: 1985, 1989

Trainer
- Portugiesischer Pokalsieger 2003/04 (als Co-Trainer)
- Portugiesischer Meister 2004/05 (als Co-Trainer)